# Olympia 81 (Dalida)
Olympia 81 è un album della cantante italo-francese Dalida, pubblicato nel 1981 da Carrere. 
Non è, come si potrebbe supporre, un album dal vivo. Presenta le ultime canzoni registrate e cantate da Dalida sul palco dell'Olympia di Parigi in occasione dei suoi 25 anni di carriera. 
Per l'occasione le è stato assegnato, al termine di uno dei suoi spettacoli, un disco di diamante (il primo a livello mondiale), creato appositamente per lei per il record di dischi venduti fino a quel momento. 
Tra i brani di questo album vi sono celebri successi della cantante quali Fini, la comédie e Marjolaine, usciti  nel 1981 in un unico 7", e À ma manière, incisa nel 1980 e scritta da Pascal Sevran, Sylvain Lebel, Diane Juster e Jean Claude Jouhaud.
Il grande trionfo di questo tour di canto è l'omaggio di Dalida a Jacques Brel, con la canzone Il pleut sur Bruxelles, che ha dovuto ripetere spesso una seconda volta per i bis richiesti.
Un vero peccato non possedere la versione live di questo recital, che risulterà essere anche l’ultimo tenuto da Dalida all'Olympia. Un suo ritorno su questo palco era previsto per il 1987, anno della scomparsa dell’artista.
Questo album è l'unico del periodo di Orlando ad essere stato edito in CD, nel 1997. Venne anche ripubblicato nel cofanetto Dalida - 4 albums originaux del 2011.

## Tracce
Lato A
1. Une femme à quarante ans
2. Il pleut sur Bruxelles
3. L'amour et moi
4. Le slow de ma vie
5. Marjolaine
6. Fini, la comédie

Lato B
1. Et la vie continuera
2. La Feria
3. J'm'appelle amnésie
4. Partir ou mourir
5. Chanteur des années 80
6. À ma manière